# Szwajcaria na Zimowych Igrzyskach Olimpijskich 1924
Szwajcarię na Zimowych Igrzyskach Olimpijskich 1924 reprezentowało 30 zawodników (sami mężczyźni). Był to pierwszy start reprezentacji Szwajcarii na zimowych igrzyskach olimpijskich.

## Zdobyte medale
| Medal | Zawodnik                                                          | Dyscyplina           | Konkurencja            | Rezultat    |
| ----- | ----------------------------------------------------------------- | -------------------- | ---------------------- | ----------- |
| Złoto | Denis Vaucher, Anton Julen, Alfons Julen, Alfred Aufdenblatten    | Patrol wojskowy      | bieg na 30 km mężczyzn | 3:56:06 h   |
| Złoto | Eduard Scherrer, Alfred Neveu, Alfred Schläppi, Heinrich Schläppi | Bobsleje             | czwórka mężczyzn       | 5:45,54 min |
| Brąz  | Georges Gautschi                                                  | Łyżwiarstwo figurowe | soliści                | 319,07 pkt  |

## Skład kadry

### Biegi narciarskie
Mężczyźni
| Konkurencja   | Zawodnik               | czas               | Pozycja            |
| ------------- | ---------------------- | ------------------ | ------------------ |
| Bieg na 18 km | Peter Schmid           | 1:33:34,8          | 14.                |
| Bieg na 18 km | Xaver Affentranger     | 1:36:36,2          | 22.                |
| Bieg na 18 km | Hans Eidenbenz         | 1:39:51,8          | 25.                |
| Bieg na 18 km | Alexandre Girard-Bille | 1:41:43,4          | 26.                |
| Bieg na 50 km | Simon Julen            | Nie ukończył biegu | Nie ukończył biegu |
| Bieg na 50 km | Hans Herrmann          | Nie ukończył biegu | Nie ukończył biegu |
| Bieg na 50 km | Alfred Aufdenblatten   | Nie ukończył biegu | Nie ukończył biegu |

### Bobsleje
Mężczyźni
| Osada  | Zawodnik                                                       | Konkurencja | Ślizg 1 | Ślizg 2                   | Ślizg 3                   | Ślizg 4                   | Łącznie                   | Pozycja                   |
| ------ | -------------------------------------------------------------- | ----------- | ------- | ------------------------- | ------------------------- | ------------------------- | ------------------------- | ------------------------- |
| SUI-I  | Eduard Scherrer Alfred Neveu Alfred Schläppi Heinrich Schläppi | Czwórka     | 1:27,39 | 1:26,60                   | 1:25,02                   | 1:26,53                   | 5:45,54                   | złoto                     |
| SUI-II | Charles Stoffel Alois Faigle Anton Guldener Edmond Laroche     | Czwórka     | 5:38,00 | Nie ukończyli konkurencji | Nie ukończyli konkurencji | Nie ukończyli konkurencji | Nie ukończyli konkurencji | Nie ukończyli konkurencji |

### Hokej na lodzie
Reprezentacja mężczyzn
| - Bruno Leuzinger - Walter von Siebenthal - Donald Unger - Ernest Mottier - René Savoie - Marius Jaccard |  | - Fred Auckenthaler - Emile Jacquet - Peter Müller - André Verdeil - Emil Filliol |

Reprezentacja Szwajcarii brała udział w rozgrywkach grupy A turnieju olimpijskiego zajmując w niej czwarte miejsce i nie awansując do dalszych rozgrywek.

#### Eliminacje
Grupa A
| Drużyna        | M | Mecze | Mecze | Mecze | Bramki | Bramki | Bramki | Pkt |
| Drużyna        | M | W     | R     | P     | +      | -      | +/-    | Pkt |
| -------------- | - | ----- | ----- | ----- | ------ | ------ | ------ | --- |
| Kanada         | 3 | 3     | 0     | 0     | 85     | 0      | +85    | 6   |
| Szwecja        | 3 | 2     | 0     | 1     | 18     | 25     | -7     | 4   |
| Czechosłowacja | 3 | 1     | 0     | 2     | 14     | 41     | -27    | 2   |
| Szwajcaria     | 3 | 0     | 0     | 3     | 2      | 53     | -51    | 0   |

Wyniki
| 28 stycznia 1924 | Szwecja | 9:0 | Szwajcaria |  |

| Godzina: 10:30 |  | (3:0, 3:0, 3:0) |  | Sędzia główny: M.Hewitt |

| 30 stycznia 1924 | Kanada | 33:0 | Szwajcaria |  |

| Godzina: 09:30 |  | (8:0, 11:0, 14:0) |  | Sędzia główny: M.Clarkson |

| 1 lutego 1924 | Szwajcaria | 2:11 | Czechosłowacja |  |

| Godzina: 09:30 |  | (0:4, 2:3, 0:4) |  | Sędzia główny: M.Loicq |

### Kombinacja norweska
Mężczyźni
| Zawodnik               | Konkurencja   | Skoki narciarskie | Skoki narciarskie | Skoki narciarskie | Skoki narciarskie | Bieg narciarski | Bieg narciarski | Bieg narciarski | Łącznie | Pozycja |
| Zawodnik               | Konkurencja   | Skok 1            | Skok 2            | Punkty            | Pozycja           | Czas biegu      | Pozycja         | Punkty          | Łącznie | Pozycja |
| ---------------------- | ------------- | ----------------- | ----------------- | ----------------- | ----------------- | --------------- | --------------- | --------------- | ------- | ------- |
| Peter Schmid           | Indywidualnie | 34,5              | 33,0              | 14,062            | 14.               | 1:33:34,0       | 9.              | 10,375          | 12,219  | 11.     |
| Alexandre Girard-Bille | Indywidualnie | 38,0              | 41,0              | 16,708            | 5.                | 1:41:43,0       | 17.             | 6,500           | 11,804  | 14.     |
| Hans Eidenbenz         | Indywidualnie | 36,5              | 41,5              | 15,583            | 10.               | 1:39:51,0       | 16.             | 7,375           | 11,479  | 15.     |
| Xaver Affentranger     | Indywidualnie | 33,0              | 34,0              | 13,375            | 16.               | 1:36:36,0       | 14.             | 9,000           | 11,188  | 17.     |

### Łyżwiarstwo figurowe
| Zawodnik         | Konkurencja | Nota   | Pozycja |
| ---------------- | ----------- | ------ | ------- |
| Georges Gautschi | Soliści     | 319,07 | brąz    |

### Patrol wojskowy
| zawodnik                                                    | konkurencja             | czas    | Pozycja |
| ----------------------------------------------------------- | ----------------------- | ------- | ------- |
| Denis Vaucher Anton Julen Alfons Julen Alfred Aufdenblatten | Bieg na 30 km drużynowo | 3:56:06 | złoto   |

### Skoki narciarskie
Mężczyźni
| Skoczek                | Skok 1    | Skok 1 | Skok 2    | Skok 2 | Nota   | Pozycja |
| Skoczek                | odległość | Nota   | odległość | Nota   | Nota   | Pozycja |
| ---------------------- | --------- | ------ | --------- | ------ | ------ | ------- |
| Alexandre Girard-Bille | 40,5      | 16,710 | 41,5      | 16,877 | 16,793 | 8.      |
| Peter Schmid           | 33,0      | 13,500 | 33,5      | 13,375 | 13,438 | 18.     |
| Hans Eidenbenz         | 42,0      | 16,460 | upadek    | 4,167  | 10,313 | 23.     |
| Xaver Affentranger     | upadek    | 2,667  | 32,5      | 12,960 | 7,813  | 24.     |